# 43 Gemechaniseerde Brigade
Die 43 Gemechaniseerde Brigade (deutsch 43. Mechanisierte Brigade) ist eine selbständige Brigade innerhalb des niederländischen Militärs. Der größte Teil der Brigade ist in der nach dem Widerstandskämpfer Johannes Post benannten „Johannes Postkazerne“ in Havelte (Provinz Drenthe) stationiert.
Das Wappen der 43. Mechanisierten Brigade ist ein amerikanischer Bison mit der Nummer 43 auf einem roten und blauen Hintergrund.

## Geschichte

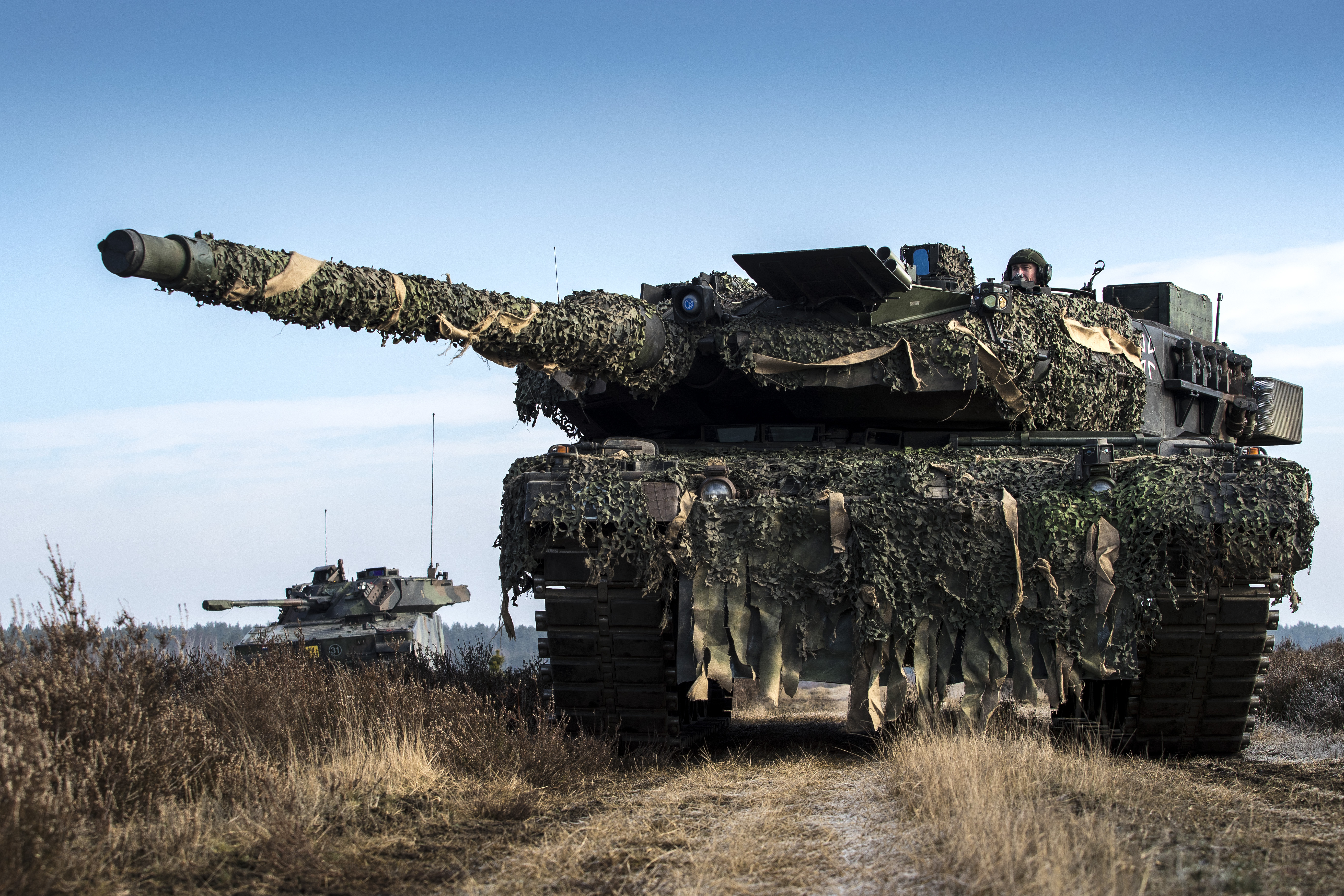
Übung Peacock Supremacy am 15. Februar 2018 in Klietz, Deutschland. Ein deutscher Leopard-2-Panzer und ein niederländischer CV 9035NL der 43. Mechanisierten Brigade.

Die Brigade wurde im Juli 1949 als 43. Unabhängige Infanterie-Brigade im damaligen Niederländisch-Indien aufgestellt. Im Jahr 1992 wurde sie in 43 Gemechaniseerde Brigade umbenannt. Die Brigade wurde 1994 aus dem aktiven Dienst genommen und 1998 wieder in Dienst gestellt.
Am 17. März 2016 wurde das deutsch-niederländische Panzerbataillon 414 in Lohheide neu aufgestellt und parallel die Brigade und deren 16 Panzer des Typs Leopard 2 A6NL der deutschen 1. Panzerdivision unterstellt. Damit sind alle drei Kampfbrigaden der niederländische Streitkräfte, neben der 43 Gemechaniseerde Brigade auch die 11 Luchtmobiele Brigade und die 13 Lichte Brigade, Divisionen des Heeres der Bundeswehr unterstellt.

## Gliederung
- 43. Mechanisierte Brigade (43 Gemechaniseerde Brigade), in Havelte
  - 43. Stabskompanie (43 Stafcompagnie), in Havelte
  - 44. Mechanisiertes Infanteriebataillon „Regiment Prins Johan Willem Friso“ (44 Pantserinfanteriebataljon „Regiment Infanterie Johan Willem Friso“), in Havelte
    - A, B, C und D Kompanie, mit CV9035NL MLU Schützenpanzer

  - 45. Mechanisiertes Infanteriebataillon „Regiment Oranje Gelderland“ (45 Pantserinfanteriebataljon „Regiment Infanterie Oranje Gelderland“), in Havelte
    - A, B, C und D Kompanie, mit CV9035NL MLU Schützenpanzer

  - Panzerbataillon 414 „Regiment Huzaren Prinses Catharina-Amalia“, in Lohheide (Deutschland)
    - 1. Stabs- und Versorgungseskadron (1 Staf- en verzorgingseskadron)
    - 2. (Deutsche) Panzereskadron, 3. (Deutsche) Panzereskadron, 4. (Niederländische) Panzereskadron, 5. (Reserve) Panzereskadron

  - 10. Infanteriebataillon (10 Infanteriebataljon; Korps Nationale Reserve), in Assen
    - Alphakompanie (Alfa-compagnie), in Assen, Zoutkamp, und Leeuwarden
    - Bravokompanie (Bravo-compagnie), in Assen und Havelte
    - Charliekompanie (Charlie-compagnie), in Wezep und Bathmen
    - Deltakompanie (Delta-compagnie), in Amersfoort
    - Echokompanie (Echo-compagnie), in Amersfoort
    - Foxtrotkompanie (Foxtrot-compagnie), in Enschede und Eibergen

  - 11. Berittene Artillerie-Abteilung (11 Afdeling Rijdende Artillerie), in ’t Harde
    - Stabsbatterie (Stafbatterij)
    - C und D Batterie (C-batterij, D-batterij), mit je 9× Panzerhaubitze 2000

  - 11. Panzerpionierbataillon (11 Pantsergeniebataljon), in Wezep
    - Stabskompanie (Stafcompagnie)
    - 111. und 112. Panzerpionierkompanie (111 Pantsergeniecompagnie, 112 Pantsergeniecompagnie)
    - Mehrzweckpionierkompanie (Multi Role Engineer Company)

  - 43. Brigade Aufklärungskompanie „Regiment Huzaren van Boreel“ (43 Brigade Verkenningseskadron „Regiment Huzaren van Boreel“), in Havelte
  - 43. Sanitätskompanie (43 Geneeskundige Compagnie), in Havelte
  - 43. Instandhaltungskompanie (43 Herstelcompagnie), in Havelte und Wezep